# 新化西里
新化西里，是台灣南部自清治時期至日治初期的一個行政區劃，其範圍即今台南市的新市區南部。
新化西里西北邊為新化里西堡，東北邊為外新化南里，南邊為大目降里、廣儲東里、內武定里。

## 管轄街庄
新化西里共轄4個街庄：
- 今新市區境內：新市街、新店庄、社內庄、番仔藔庄